# Балет Словацького національного театру
Балет Словацького національного театру (словацьк. Balet Slovenského národného divadla) — одне з підрозділів Словацького національного театру. Розташований в столиці Словаччини Братиславі. Директором балетного підрозділу з 21 серпня 2012 року є Йозеф Долінський молодший. Балетні вистави відбуваються в Історичній будівлі Словацького національного театру на площі Гвєздослава, а з квітня 2007 року — в загальному залі Опери Словацького національного театру та в Новій будівлі Словацького національного театру на вулиці Прібіни. Балетні вистави проводяться нерегулярно та чергуються з оперними виставами протягом всього театрального сезону, котрий триває з початку вересня до кінця червня. Балетна трупа, окрім власних вистав, також бере участь в великій кількості оперних вистав. В балетному колективі 18 солістів.

## Історія
Першим художнім керівником балету Словацького національного театру був чеський танцівник Вацлав Калина, котрий 19 травня 1920 року представив балет Коппелія французького композитора Лео Деліба.

## Поточний репертуар балету Словацького національного театру

### Нова будівля Словацького національного театру, зал опери та балету
- Адольф Адан: «Жізель», хореографія та постанова: Ондрєй Шот, Юрай Кубанка
- Ігор Головач, Ярослав Іваненко, Ян Шевчик: Зроблено в Словаччині: вечір сучасної хореографічної творчості
- Петро Ілліч Чайковський — Маріус Петіпа та Лев Іванов: «Лебедине озеро», солістів готував: Рафаель Георгійович Авнікян
- Петро Ілліч Чайковський — Фернан Нолт: «Лускунчик», хореографія: Фернан Нолт
- Антон Попович — Любомир Фельдек — Ян Дуровчик: «Нероба», хореограф та режисер: Ян Дуровчик
- Петро Ілліч Чайковський: «Онєгін», солистів готував: Василій Мєдвєдєв

### Історична будівля Словацького національного театру
- Людвіг Алоіс Мінкус — Маріус Петіпа: «Баядерка» солістів готував: Рафаель Георгевич Авнікян
- Тібор Фрешо — Ігор Головач: Народився жук, хореограф та режисер: Ігор Головач
- Вацлав Патейдл — Лібор Вацулік: Білосніжка та сім бігунів, хореограф та режисер: Лібор Вацулік

## Керівництво балету Словацького національного театру
Директор:
- Йозеф Долінський молодший (з 21 серпня 2012 року)